# Si Siêu
Si Siêu (chữ Hán: 郗超, 336 – 377), tự Cảnh Hưng, tự khác là Gia Tân, người huyện Kim Hương, quận Cao Bình , là mưu sĩ của quyền thần Hoàn Ôn nhà Đông Tấn trong lịch sử Trung Quốc.

## Thiếu thời
Siêu tự nhỏ tỏ ra tài năng hơn người, giỏi đàm luận, kiến giải nghĩa lý đến mức vi diệu ; trưởng thành được Hoàn Ôn vời làm Chinh tây đại tướng quân Duyện. Ôn được thăng làm Đại tư mã, Siêu cũng chuyển làm Tham quân. Ôn cậy có tài năng, ít người theo kịp, sau khi trò chuyện với Siêu, thì cho rằng ông sâu xa không thể dò được, nên dốc lòng hậu đãi. Siêu cũng ra sức phục vụ Ôn. Khi ấy Vương Tuần làm Chủ bộ cho Ôn, cũng được xem trọng. Người trong phủ kháo nhau rằng: "Tham quân dài, chủ bộ ngắn, có thể làm lệnh công vui, có thể làm lệnh công giận." Bởi Siêu râu dài, Tuần chỉ có ria. Sau đó Siêu được làm Tán kỵ thị lang. 

## Phản đối bắc phạt
Khi ấy Si Âm nắm quyền Từ Châu, là nơi có nhiều kiều dân phương bắc, binh lực hùng mạnh; Hoàn Ôn luôn nói: "Kinh Khẩu rượu có thể uống, binh có thể dùng." Ôn không muốn Âm ở đấy, mà Âm lại không biết gì. Tháng 3 ÂL năm Thái Hòa thứ 4 (369), Ôn mời Âm tham gia bắc phạt, Âm gởi thư trả lời, bày tỏ mong muốn phù trợ vương thất, đề nghị sửa sang lăng mộ các hoàng đế nhà Tấn. Siêu lấy được bức thư, đem hủy đi, làm ra một bức thư khác, bày tỏ mình (tức là Âm) già bệnh, không kham nổi việc quân, xin một chức vụ nhàn rỗi để nghỉ ngơi. Ôn nhận thư thì cả mừng, lập tức chuyển Âm làm Hội Kê thái thú. 
Tháng 4 ÂL, Ôn đưa quân đánh Tiền Yên, Siêu can rằng đường xa, Biện Thủy lại nông, đường vận lương không thông. Ôn không nghe, vào tháng 6 ÂL đưa quân từ Tế Thủy vào Hoàng Hà, Siêu lại hiến kế rằng: "Từ Thanh Thủy vào Hoàng Hà, đường vận lương không thông. Nếu giặc không ra đánh, việc vận lương khó khăn, như thế sẽ không có gì để chi dùng, thật là rất đáng lo. Bây giờ là cao điểm của mùa hè, quân ta dốc toàn lực đánh thẳng vào Nghiệp Thành, kẻ địch sợ uy danh của ngài, ắt chưa đánh đã chạy, lui về U, Sóc đấy! Nếu có đụng độ, cũng không đánh mà thắng. Rồi ví như chiếm được Nghiệp Thành, vẫn khó mà thành công. Trăm họ phân bố thưa thớt, đã quen với sự cai trị của quan lại (Tiền Yên), từ Dịch Thủy về phía nam, hẳn đều khoanh tay xem tình hình. Chỉ sợ đây là một quyết định khinh suất, ngài cần phải thận trọng mới được. Nếu ngài vẫn muốn đi, hãy dừng quân ở Hoàng Hà, Tế Thủy, củng cố đường vận lương, dự trữ quân nhu vật tư thật sung túc, chờ đến mùa hạ sang năm; tuy chậm lại một lúc, nhưng cuối cùng sẽ giành được thắng lợi. Nếu ngài bỏ qua cả hai kế, tiến đánh mà không thể nhanh chóng kết thúc, ắt sẽ lui về trong trạng thái mỏi mệt, giặc chỉ cần có vậy; bởi ngày tháng thoi đưa, nháy mắt đã sang thu đông, đường thủy tắt nghẽn; nếu chẳng may cái lạnh miền bắc đến sớm, thì ba quân không đủ áo ấm, sợ rằng chẳng thể chịu đựng nổi. Đây mới là rủi ro lớn nhất, không chỉ thiếu thốn lương thực mà thôi!" Ôn không nghe, quả nhiên thua trận ở Phương Đầu. 

## Khuyên mưu phế lập
Ôn lấy làm xấu hổ vì thua trận, đến năm Hàm An đầu tiên (371), giành lại Thọ Dương, hỏi Siêu rằng: "Như thế này đã đủ rửa mối nhục Phương Đầu chưa?" Siêu đáp: "Xem chừng chưa thỏa mãn lòng dạ của bậc thức giả." Nửa đêm Siêu vào tận giường của Ôn, hỏi: "Minh công có gì lo lắng chăng?" Ôn hỏi lại: "Khanh muốn nói gì ư?" Siêu nói: "Minh công đã nhận trọng trách, cả thiên hạ đều dựa vào ngài. Nếu không thể tiến hành phế lập, làm cái việc của Y Hoắc, thì không thể trấn áp bốn bể, khuất phục vũ nội, còn không đáng lo ư!?" Ôn cho là phải, vào tháng 11 ÂL cùng năm, phế Tư Mã Dịch, lập Tư Mã Dục. 
Tháng 3 ÂL năm Ninh Khang đầu tiên (373), Ôn rời kinh sư quay về Cô Thục, để Siêu ở lại làm Trung thư thị lang. Được chuyển làm Tư đồ tả trưởng sử. Vì mẹ mất nên rời chức. Mãn tang, được trao chức Tán kỵ thường thị, không (về triều) nhiệm chức. Được dùng làm Lâm Hải thái thú, gia Tuyên uy tướng quân, không nhận chức. Tháng 12 ÂL năm Thái Nguyên thứ 2 (377), mất. 

## Gia quyến
Ông nội là danh thần Si Giám, cha là Si Âm, đều trung thành với triều đình. Siêu là con trưởng, có hai em trai là Dung và Xung.
Cô là Si Tuyền được gả cho Vương Hi Chi, sanh ra anh em Vương Huy Chi, Vương Hiến Chi. Tháng 9 ÂL năm Thái Hòa thứ 2 (367), Âm được nhận chức Từ Châu thứ sử, có trách nhiệm phòng bị phương bắc; Huy Chi đến nhà chúc mừng, lại nói: "Ứng biến mưu lược, không phải sở trường của cậu!" rồi cứ nói mãi về nhận xét ấy. Si Dung nói với Siêu: "Hôm nay cha nhận chức, Tử Du (tên tự của Huy Chi) nói năng không kiêng dè, thật không thể bỏ qua." Siêu đáp: "Đây là Trần Thọ bình luận Gia Cát. Người ta đem cha mày so sánh với Võ hầu, sao phải nói gì!?"  Khi Siêu còn sống, bọn Hiến Chi rất giữ lễ cậu cháu với Âm, đến lúc ông mất rồi, thì tỏ ra nhờn láo, Âm đến nhà còn không trải chiếu mời ngồi; Âm thường bùi ngùi nói: "Nếu Gia Tân không chết, loài chuột ấy sao dám như vậy!" 
Siêu lấy con gái của Chu Mẫn (người quận Nhữ Nam) là Chu Mã Đầu. Sau khi Siêu mất, anh em họ Chu muốn đưa Mã Đầu về nhà, bà từ chối, được người đương thời khen ngợi.  Siêu không có con, triều đình lấy con trai của em họ Kiệm Chi là Tăng Thi kế tự. 

## Tính cách
Siêu tính phóng đãng, có phong độ phi phàm, giao du rất rộng trong giới sĩ phu. Những người Siêu kết bạn đều có tiếng tăm, không kể sang hèn. Vào ngày Siêu mất, có hơn 40 người làm văn để thương tiếc ông. Siêu chuộng những văn nhân lánh đời, từng xây nhà cửa, sắm đồ đạc y phục, tặng các gia súc cho một ẩn sĩ, hao phí cả trăm cân vàng mà không tiếc. Bấy giờ sa môn Chi Độn, nhờ Thanh đàm mà nổi tiếng, tính phong lưu hơn cả giới quý tộc; Chi Độn rất xem trọng Siêu, cho rằng ông là tuấn kiệt đương thời; hai người xem nhau là tri kỷ.  Siêu hâm mộ hòa thượng Thích Đạo An, tặng ngàn hộc gạo, gởi một phong thư dày, tỏ thái độ ân cần. Đạo An đáp lại thẳng thừng: "Tốn gạo làm gì, càng nhận ra sự phiền não của việc giao thiệp ở đời." 
Âm theo Thiên Sư Đạo, còn Siêu thờ Phật. Âm hay thu vén tài sản, tích góp mấy ngàn vạn tiền, Siêu không bằng lòng, nhưng gia pháp nhà họ Si cấm con cháu chỉ trích bề trên. Siêu nói tránh đi, tìm cơ hội nhắc đến việc tiền bạc, Âm cho rằng Siêu muốn có tiền, bèn mở cửa kho, cho phép ông tùy ý sử dụng trong một ngày. Siêu đem bố thí tất cả chỉ trong 1 ngày, Âm biết được thì kinh ngạc, nhưng không đòi lại được.  
Sau khi Ôn mất rồi, Tạ An nắm quyền chánh. Siêu tuy không được như trước, nhưng đảng họ Hoàn vẫn còn cường thịnh, nên không nguy hại đến tính mạng. Siêu luôn cho rằng ông nội Si Giám là công thần mà cha mình Si Âm không có được địa vị tương xứng, trong lòng bất bình, nói năng ngang tàng; Tạ An cũng rất hận ông.  Nhưng vào lúc Tiền Tần xâm phạm, Tạ An tiến cử con trai anh mình là Tạ Huyền nắm việc quân ở Từ Châu, trong khi mọi người nghi ngại, thì Siêu hết sức tán thưởng tài năng của Huyền. 
Siêu giúp Hoàn Ôn mưu việc tiếm ngôi, không dám để Si Âm biết sự thật. Khi Siêu sắp mất, lấy ra một bức thư giao cho môn sanh, nói: "Ta vốn muốn đốt nó đi, lại sợ tuổi cha ta đã cao, ắt thương xót mà sa sút. Ta mất rồi, nếu cha ta không ăn ngủ gì được, thì hãy trình bức thư. Không phải thế, cứ hủy đi." Âm quả nhiên đau đớn sanh bệnh, môn sanh y lời trình thư, mới hay đó là ghi chép những mật kế mà Siêu đã dâng cho Hoàn Ôn. Âm vì thế cả giận, nói: "Thằng nhãi chết như vậy hãy còn là chậm đấy!" rồi không thương khóc nữa. 

## Dật sự
Tháng 2 ÂL năm Ninh Khang đầu tiên (373), Hoàn Ôn về triều, đóng trại ở Tân Đình. Tháng 3 ÂL, Ôn sắp quay về Cô Thục, cùng Siêu bàn bạc suốt đêm, thảo ra danh sách những quan viên mà Ôn muốn phế trừ, rồi Siêu ngủ lại trong trướng của Ôn. Sáng hôm sau, Tạ An và Vương Thản Chi đến Tân Đình đưa tiễn Ôn, thì nhận được danh sách ấy. Thản Chi trả lại, nói: "Nhiều quá!" Ôn nhận lấy, quay vào trong trướng bàn bạc với Siêu, tiếng vọng ra ngoài, Tạ An cười nói: "Chàng Si có thể xem là vị khách sau màn đấy!"  Thuyết khác nói Siêu nằm trong trướng, gió thổi tung màn, nên Tạ An mới trông thấy ông. 
Ôn quay về Cô Thục, để Siêu ở lại kinh sư làm Trung thư thị lang (tức là Bí thư của Hoàng đế). Siêu được xem là tai mắt của Ôn, trong triều ngoài cõi không ai không sợ ông. Có lần Tạ An và Vương Thản Chi đi gặp Siêu, đến chiều vẫn chưa thấy ông, Thản Chi muốn bỏ về, An nói: "Không thể vì tính mạng của mình mà nhẫn nại một chút à!"   Tấn Giản Văn đế từng lựa lời hỏi Siêu xem việc phế truất có tái diễn hay không, ông biết ý, đáp: "Đại tư mã Hoàn Ôn vào lúc này rất bận rộn, bên trong ổn định nước nhà, bên ngoài mở rộng giang sơn. Tôi nguyện đem hơn trăm miệng ăn trong nhà để đảm bảo, không xảy ra biến cố gì nữa!" 